# Krokning

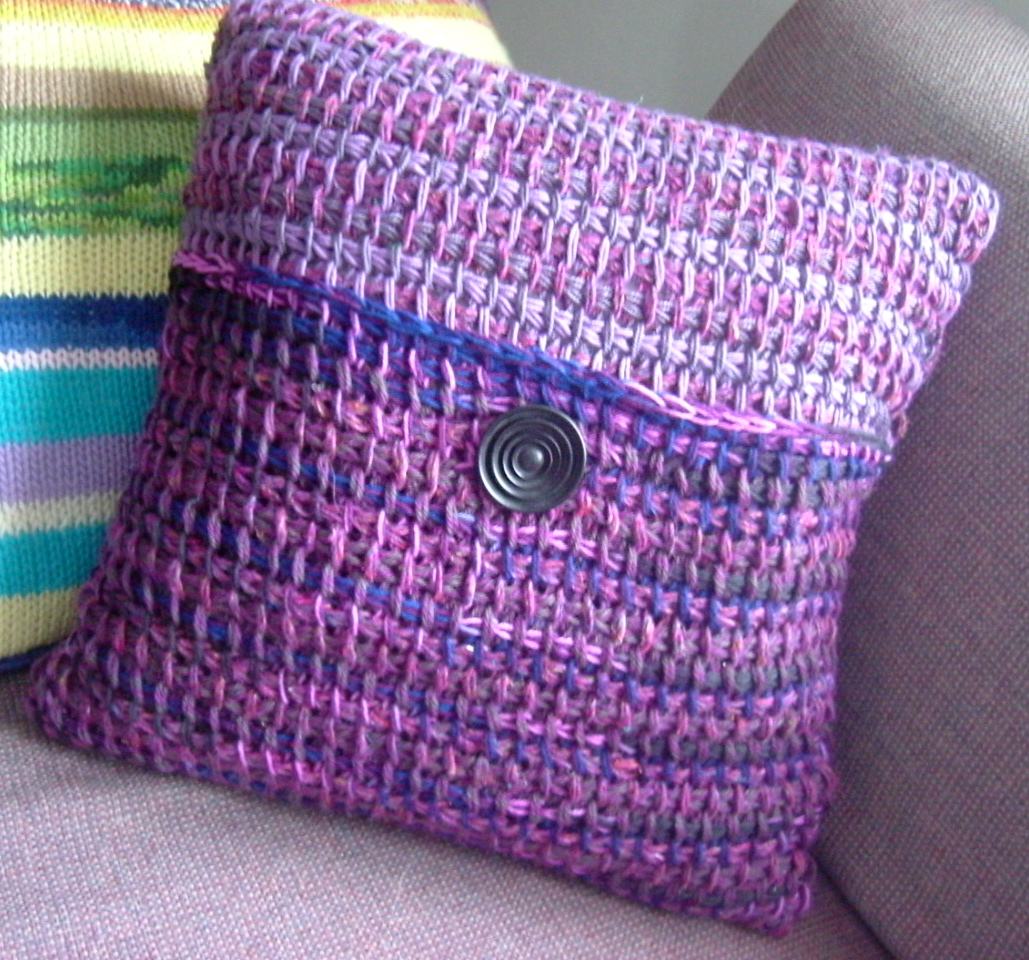
Kuddfodral krokat med basmaskor.

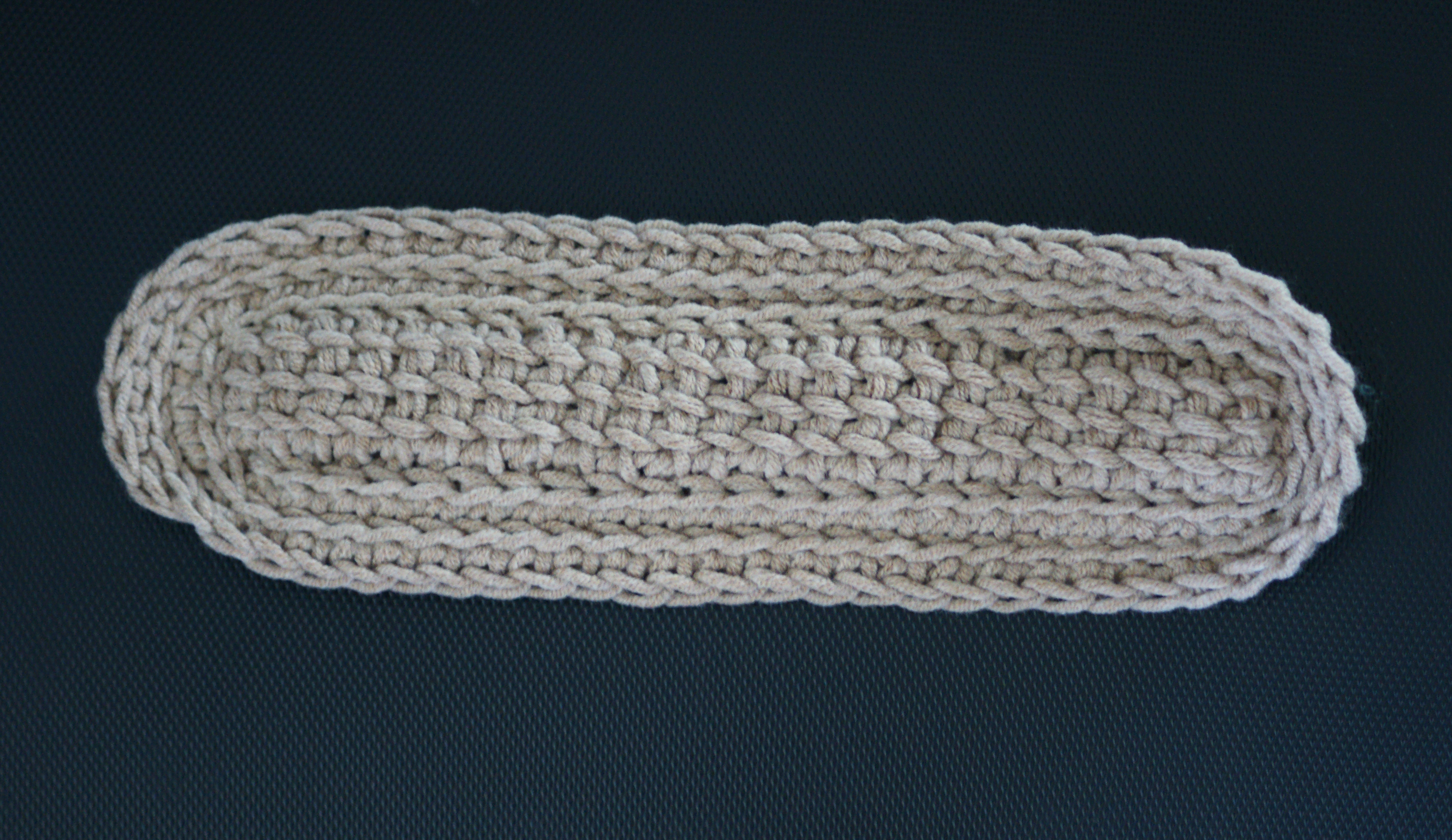
Krokad binda med virkad kant.

Krokning (även kallad tunisisk eller afghansk virkning) är en handarbetsteknik som används för att framställa textil med hjälp av en kroknål och garn. Tekniken har likheter med både stickning och virkning. Tillvägagångssättet är att omväxlande lägga upp ett antal maskor på kroknålen först och sedan maska av alla utom den sista. Krokning har använts för att skapa allt från klädesplagg, vantar och sockor till skurtrasor, filtar och bindor.

## Historia
Krokning är en gammal teknik, och troligen en föregångare till både stickning och virkning. Tekniken var mycket populär på 1800-talet och var fortfarande vanlig under 1950-talet, för att därefter falla mer och mer i glömska. I Sverige år 1889 fanns som exempel tekniken med i Hulda Lundins plan för undervisning i folkskolan.
En del menar att tekniken kom till Europa från araberna, men det finns inte mycket forskning om krokning så det är oklart om det stämmer.

### Namn
Även om krokning är det namn som vanligtvis används på svenska, så kan tekniken hittas under flera andra namn, som stickvirkning, afghanvirkning samt tunisisk virkning respektive afghansk virkning.

## Teknik

### Redskap

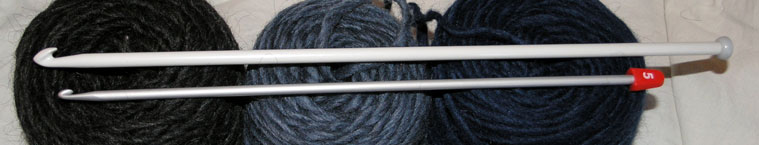
Krokningsnålar.

Krokning utförs med hjälp av en kroknål, även kallad krokningsnål. Det finns tre olika utformningar av kroknål; enkel respektive dubbel kroknål samt kroknål med kabel. Den enkla kroknålen består av en pinne med en krok i ena änden och oftast en stopp i andra änden. Den ser ut som en blandning mellan en virknål och en sticka. Den dubbla kroknålen, även kallad dubbelkroknål och rundkroknål, har istället krokar i båda ändarna – den finns både i varianter som är lika långa som stickor och lika korta som virknålar. Kabelkroknålen består av en böjlig kabel, oftast i plast, med en kort kroknål i ena änden av kabeln och en stopp i den andra. 

### Metod
Krokning kan ses som ett mellanting mellan stickning och virkning. Tillvägagångssättet är att omväxlande lägga upp ett antal maskor på kroknålen först och sedan maska av alla utom den sista. Basen för ett krokat arbete utgörs av virkade luftmaskor varifrån första raden av krokningsmaskor hämtas upp. Bredden eller omkretsen av arbetet bestäms av antalet luftmaskor som lagts upp.
Enkel krokning består av ett framåtgående varv och ett återgående varv (ett dubbelvarv). Båda varven görs från rätsidan.
Det går också att rundkroka, antingen med en dubbelkroknål eller en kabelkroknål. Rundkrokning ger cylindriska alster, och passar bra vid krokning av till exempel mössor och kjolar. Vid rundkrokning med dubbelkroknål tas några maskor upp av den främre kroken, för att sedan maskas av med den bakre. Vid denna typ av rundkrokning behöver två nystan användas; om nystan av olika färg används framträder maskornas mönster tydligare. Vid rundkrokning med kabelkroknål används ett nystan och arbetet förs ihop med första maskan på föregående varv innan avmaskning påbörjas.
Dubbelkroknål används även till platta arbeten för att med hjälp av olika färger på nystanet för att maska på, och nystanet för att maska av, skapa och framhäva mönster. Kabelkroknål används oftast för större arbeten, oavsett om dessa är platta eller cylindriska.

### Maskor
Strukturen på det krokade arbetet kan varieras genom att använda olika sorters maskor. Arbetet inleds med att kroka önskat antal luftmaskor. Ökningar och intag görs på olika sätt för olika maskor, men ofta genom att maska av en extra maska (för minskning) och genom att lägga till luftmaskor (för utökning i sidled).

#### Basmaska, krokmaska eller enkel krokning
- Varv 1 (framåtgående varv): Hoppa över den första luftmaskan. * För kroknålen genom nästa luftmaska, plocka upp garnet och dra det genom luftmaskan. Behåll maskan på nålen. * Upprepa från * till * varvet ut.
- Varv 1 (bakåtgående varv): Gör ett omslag, dra garnet igenom den första maskan (den närmast kroken) på nålen. * Gör ett nytt omslag och dra garnet genom de två nästföljande maskorna. * Upprepa från * till * varvet ut.

- Varv 2 (framåtgående varv): Hoppa över den första lodräta maskbågen på framsidan, från föregående varv. För nålen genom nästa lodräta maska och plocka upp garnet. Upprepa varvet ut. Den sista maskan på varvet plockas upp från kantmaskan på föregående varv.
- Varv 2 (bakåtgående varv): På samma sätt som varv 1.

- Upprepa varv 2 tills arbetet är klart.[7]

#### Krokning av vävmaskor
- Det första dubbelvarvet utförs som vid enkel krokning.

- Varv 2 (framåtgående varv): För nålen genom det första mellanrummet från föregående varv och plocka upp en maska. Fortsätt sedan varvet ut med att plocka upp maskor på samma sätt från alla mellanrum från föregående varv.
- Varv 2 (bakåtgående varv): På samma sätt som varv 1.

- Varv 3 (framåtgående varv): För nålen genom det andra mellanrummet från föregående varv och plocka upp en maska. Fortsätt sedan varvet ut med att plocka upp maskor på samma sätt från alla mellanrum från föregående varv. Avsluta genom att plocka upp en sista maska utanför den sista maskan på föregående varv, genom att föra nålen genom de båda maskbågarna i den yttersta maskan två varv nedanför det aktiva varvet.
- Varv 3 (bakåtgående varv): På samma sätt som varv 1.

- Upprepa från varv 2.[7]

#### Krokade stickmaskor
- Det första dubbelvarvet utförs som vid enkel krokning.

- Varv 2 (framåtgående varv): Hoppa över den första lodräta maskan från föregående varv. För nålen rakt igenom nästa maska, från rät- till avigsida och plocka upp garnet och dra det tillbaka tillbaka genom arbetet. Behåll maskan på nålen. Upprepa varvet ut.
- Varv 2 (bakåtgående varv): På samma sätt som varv 1.

- Upprepa varv 2.[7]

## Användning

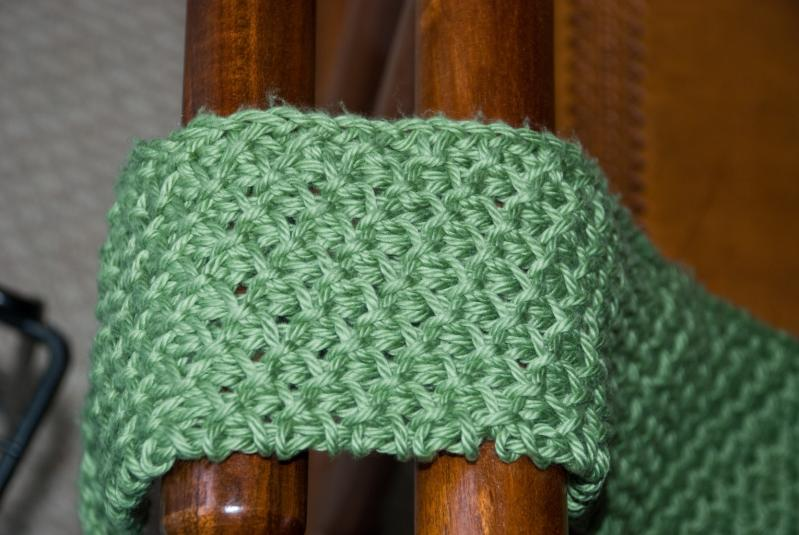
Exempel på krokat material i "smock stitch".

Krokning används för att skapa allt från klädesplagg som vantar och sockor till brukstextilier som skurtrasor, filtar och bindor.
Krokning används ofta när ett tätt alster är önskvärt, då tekniken inte skapar lika mycket mellanrum mellan maskorna som vid virkning eller stickning. Det krokade materialet blir ofta grövre och mindre töjbart än vid nyss nämnda tekniker. Just dessa egenskaper har gjort krokning speciellt lämplig för till exempel bindor, där täthet är en avgörande egenskap.